# Fear of Clowns 2
Fear of Clowns 2 es una película de terror de 2007 y una secuela de miedo a los payasos. La película tiene lugar dos años después de los acontecimientos de la anterior y sigue la historia de una joven (Jacky Reres) siendo acechada por un payaso asesino (Mark Lassise).

## Argumento
Shivers el payaso está de vuelta junto con dos nuevos payasos psicóticos que le ayudaran a matar a Lynn Blodgett. Pero el detective Peters, el hombre que puso a Shivers en apuros, también está de regreso y esta vez él no quiere al payaso tras las rejas sino lo quiere bajo tierra.

## Reparto
- Jacky Reres como Lynn Blodgett.
- Mark Lassise como Shivers el payaso.
- Frank A. Lama como Detective Peters.
- Tom Proctor como Rego.
- Phillip Levine como Giggles el payaso.
- Clarence McNatt como Ogre el payaso.
- Johnny Alonso como Ralph.
- Adam Ciesielski como Hot Rod.
- Savannah Costello como Maggie.
- Lars Stevens como Stoltz.
- Leanna Chamish como Carol.
- John C. Bailey como Doctor Jones.
- Vincent T. Brown como Sargento Raup.
- Dave "Bullet" Wooters como viejo Horner.
- Michelle Trout como Mrs. Horner
- Mike Baldwin como Craig.
- Chris O'Brocki como Owen.
- Jay McCarey como Oficial Ripley.
- Rob Stull como Oficial Rickenhouse.
- Steve Carson como Oficial Stewie.